# ツブリネア綱
ツブリネア綱(class Tubulinea)は、アメーバ属、ナベカムリ属、ディフルギア属等の大型で身近なもののほとんどを含む、アメーボゾアの主要な分類群の1つである。ツブリナ綱とも。

## 特徴
移動の際には、大部分が身体を円筒形にするか、多くの円筒形の仮足を形成する。それぞれの円筒は、その内部にある、顆粒を含んだ細胞質の流れによって進み、亜仮足は持たない。いくつかの種では、これが通常の移動法ではないものもあるが、この特徴がアメーバの他の分類から本綱を分けている。

## 分類
古典的には肉質虫亜門根足虫綱のうちアメーバ目、有殻アメーバ目、プロテオミクサ目にばらばらに所属していた。分子系統解析による分類体系では、アメーボゾアに含まれる3つの主要な系統の1つに位置づけられている。
2019年時点での下位分類は以下の通り。
- Corycidia（亜綱） Kang et al., 2017[2]
  - Corycida（目） Kang et al., 2017[2]
柔軟な革状の外被をまとった有殻アメーバ。
- エキナメーバ亜綱 Echinamoebidia Cavalier-Smith, 2004[5]
  - エキナメーバ目 Echinamoebida Cavalier-Smith, 2004[5]
形態は円柱状または扁平。棘状の亜仮足を持つ事もある。
- Elardia（亜綱） Kang et al., 2017[2]
  - 真アメーバ目 Euamoebida Lepşi, 1960 sensu Smirnov et al., 2011
全体的に円柱状の形態をしている。外被はない。
  - レプトミクサ目 Leptomyxida Pussard & Pons, 1976 sensu Smirnov et al., 2017
扁平ないし網状に拡がった形態と、円柱状の形態の2型を行き来する。外被はない。
  - ナベカムリ目 Arcellinida Kent, 1880
堅い外被（殻）に覆われた典型的な有殻アメーバ。

## 歴史
アメーバ類を分類する上で、特に1960年代以降になると仮足の形態や運動機構が注目されるようになった。これを主導したのがアメリカ合衆国の原生動物学者Theodore JahnとEugene Boveeであり、既存の分類体系の再検討を積極的に行い、それを自身の著した教科書に反映させた。彼らは殻の有無を問わず管状の仮足を持つアメーバをまとめた分類群として、1966年に管形亜目(suborder Tubulina)を提唱しており、これは現在のツブリネア綱とかなりの部分で重なっている。もっとも、こうした大規模な変革が受け入れられるには時間がかかり、20世紀の間は葉状根足虫綱(Lobosea)の下で無殻の裸性葉状根足虫亜綱(Gymnamoebia)と有殻の殻性葉状根足虫亜綱(Testacealobosia)に区分することが主流であった（たとえば岩波生物学辞典）。前者には現在アメーボゾアのあちこちに属する多様なアメーバが含まれていた。
2000年以降分子系統解析が行われるようになると、裸性葉状根足虫が全体としては多系統群であり、その内の一部が有殻アメーバと単系統を組むことが明らかとなった。そこでこの群は、「狭義のロボセア綱」(Lobosea sensu stricto)またはツブリネア綱(Tubulinea)と命名された。ツブリネア綱は国際原生生物学会の2005年の合意体系に採用され、その後順次内部の分類体系が整理されて現在にいたる。